# Трихотецени

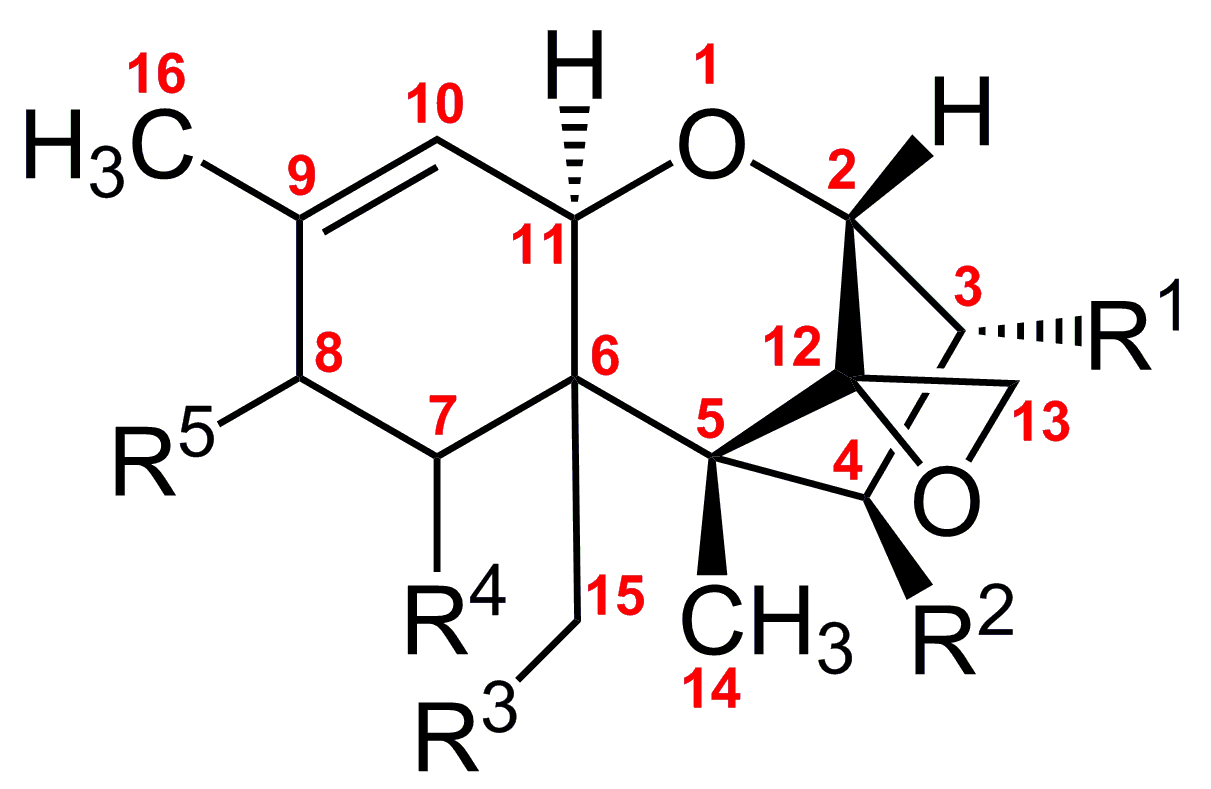
Будова Трихотеценів

Трихотецени — група, що включає понад 80 хімічно споріднених мікотоксинів. Продукуються переважно різними видами грибів, наприклад: Fusarium sporotrichiella, F. solani, F.graminearum.
Проявляють тератогенні, цитотоксичні, імунодеперсивні, дерматотоксичні властивості.
Поділяються на 4 групи — A, B, C, D.
З усіх трихотоценів природними забруднювачами харчових продуктів є тільки 4 — стеригматоцистин, лутеоскирин, циклохлортин, патулін (відносяться до груп A і B).